# Borjas del Campo
Borjas del Campo (en catalán y oficialmente Les Borges del Camp) es un municipio español de la comarca catalana del Bajo Campo (provincia de Tarragona). Según datos 2017 de su población era de 2080 habitantes.

## Geografía
Integrado en la comarca de Bajo Campo, se sitúa a 22 kilómetros de Tarragona. El término municipal está atravesado por la carretera nacional N-420, en el pK 866, y por carreteras locales que permiten la comunicación con Alforja y Riudoms. 
Situado al pie de los contrafuertes de la Mussara, al sur de Rocabruna (542 metros), el término es relativamente plano, atravesado por varios barrancos de escasa entidad, como los de Carrassola y del Xampany, y la riera de Alforja. La altitud oscila entre los 542 metros al norte (Rocabruna) y los 190 metros al sur, a orillas de una riera. El pueblo se alza a 347 metros sobre el nivel del mar. 
| Noroeste: Alforja  | Norte: Alforja | Nordeste: Maspujols       |
| Oeste: Riudecols   |                | Este: Maspujols y Riudoms |
| Suroeste: Botarell | Sur: Botarell  | Sureste: Riudoms          |

## Historia
Aparece citado por primera vez en 1154 en una bula pronunciada por Anastasio IV. Formaba parte del valle de Alforja cuyas tierras habían sido entregadas en 1158 por Ramón Berenguer IV a Ramón de Gavagou. Más tarde, en 1243, quedó en posesión del monasterio de Bonrepòs.
Fue uno de los municipios en los que se inició la Comuna del Camp a principios del siglo XIV. Pedro III ordenó que la ciudad se amurallara, murallas que seguían en pie en 1774. Aunque durante la Edad Media intentó independizar de Alforja, Borjas del Campo no consiguió la independencia administrativa hasta 1835.
A partir del siglo XVI el municipio sufrió continuas crisis económicas, agravadas por la Guerra de los Segadores y una epidemia de peste que asoló la población en 1650.
Estuvo ocupado por las tropas francesas en 1810. En 1873 la ocupación fue por parte de las tropas carlistas y en 1874 se produjo en su término municipal una enfrentamiento entre estos y las tropas liberales. La ciudad fue bombardeada por la aviación alemana durante la Guerra Civil.
El 25 de abril de 2010 Borjas del Campo participó en la tercera oleada de consultas independentistas  Archivado el 27 de abril de 2010 en Wayback Machine. promovidas desde la sociedad civil catalana, con el siguiente escrutinio.
| Padrón                                                                                | Votos         | Sí            | No         | Blanco     | Nulo      |
| ------------------------------------------------------------------------------------- | ------------- | ------------- | ---------- | ---------- | --------- |
| 1717                                                                                  | 787* (45,78%) | 721* (91,60%) | 25 (3,18%) | 38 (4,83%) | 3 (0,38%) |
| (* Incluyen un voto electrónico que se emitió y no se contabilizó en algunos medios.) |               |               |            |            |           |

## Geografía humana

### Demografía
Cuenta con una población de 2260 habitantes (INE 2024).
| Gráfica de evolución demográfica de Borjas del Campo entre 1842 y 2021 |
| |
| Población de derecho según los censos de población del INE Población de hecho según los censos de población del INEEn estos censos se denominaba Borjas del Campo: 1842, 1857, 1860, 1877, 1887, 1897, 1900, 1910, 1920, 1930, 1940, 1950, 1960 y 1970 |

### Economía
El aceite que se produce tiene denominación de origen Siurana. También hay plantaciones de árboles frutales y huertos. 
El municipio dispone de un polígono industrial.

## Administración y política
| Periodo   | Nombre                                                            | Partido |
| --------- | ----------------------------------------------------------------- | ------- |
| 1979-1983 | Salvador Daroca Ciurana                                           | CiU     |
| 1983-1987 | Xavier Rofes Batista                                              | CiU     |
| 1987-1991 | Ramon Ciurana Arbos (1987-1989) Robert Ortiga Salvadó (1989-1991) | CiU     |
| 1991-1995 | Robert Ortiga Salvadó                                             | CiU     |
| 1995-1999 | Robert Ortiga Salvadó                                             | CiU     |
| 1999-2003 | Robert Ortiga Salvadó                                             | CiU     |
| 2003-2007 | Robert Ortiga Salvadó                                             | CiU     |
| 2007-2011 | Joaquim Calatayud Casals                                          | CiU     |
| 2011-2015 | Joaquim Calatayud Casals                                          | CiU     |
| 2015-2019 | Joaquim Calatayud Casals                                          | CiU     |

## Cultura
La iglesia parroquial está dedicada a la Asunción de María. Su construcción se inició en 1773 y su fachada es de estilo neoclásico sencillo. Tiene tres naves y coro de estilo barroco y un campanario de 27 metros de altura.
Cerca del pueblo se encuentra la ermita de la Mare de Déu de la Riera, en la que se venera una talla policromada del siglo XIII. El edificio original, obra de Francesc Berenguer i Mestres, fue construido en 1904 pero se destruyó por completo en 1936. El actual es de 1954.
El municipio celebra su fiesta mayor el 8 de septiembre. En el mes de octubre se celebra una procesión simbólica en la que se devuelve la imagen de la Mare de Déu de la Riera a su ermita.